# Erich Vock
Erich Vock (* 16. Februar 1962 in Aarau) ist ein Schweizer Schauspieler.

## Werdegang
Vock erhielt seine Ausbildung an der Schauspielakademie Zürich; sein erstes Engagement hatte er am Stadttheater Hildesheim. In der Schweiz  machte er mit seinem Auftritt als Bleicher Jüngling in der Kleinen Niederdorfoper im Corso-Theater Zürich auf sein komisches Talent aufmerksam.
Weitere Engagements hatte Vock am Opernhaus Zürich, am Atelier-Theater Bern, am Theater Fauteuil in Basel, am Theater am Hechtplatz Zürich, am Bernhard-Theater Zürich, am Wallgraben-Theater Freiburg im Breisgau und bei der Zürcher Märchenbühne, die er von 1994 bis 2024 leitete. Ein Schwerpunkt seiner Bühnenproduktionen liegt in der Theaterarbeit für Kinder.
Fernsehauftritte hatte Erich Vock im Schweizer Fernsehen in der Sitcom Fertig lustig und bei Benissimo („Friends“).
Neben seiner Tätigkeit fürs Fernsehen spielte Vock in der Schweizer Filmproduktion Das Fähnlein der sieben Aufrechten und in internationalen Kinoproduktionen wie Chaos & Cadavers oder Save Angel Hope. Zuletzt stand er für den Kinofilm Tell vor der Kamera. Darüber hinaus ist er als Werbefigur („Wer hat's erfunden?“) für die Bonbonfirma Ricola im deutschsprachigen Raum bekannt. In der Serie Hausmeister Krause spielte er in der Folge Scheintot den Versicherungsagenten Bucher.
Vock ist Produzent der Neuaufführung der Kleinen Niederdorfoper, die am 3. November 2009 im Bernhard-Theater Premiere hatte. Er spielt die Rolle des Bauern Heiri. Das Erfolgsstück wurde in den Folgejahren mehrmals ins Programm des Bernhard-Theaters aufgenommen. Im Jahr 2024 gab Vock bekannt, dass er im Jahr 2025 seine Karriere mit der Kleinen Niederdorfoper beenden werde. Die letzte Vorstellung soll am 9. Februar 2025 erfolgen.
Erich Vock ist offen homosexuell. Er setzte sich für das Zürcher Partnerschaftsgesetz ein, indem er sich mit seinem Partner auf Plakaten zeigte. In seinem Bühnenprogramm Vock yourself stellt er die Klischees rund um die Homosexualität als Kabarett dar.
Er lebt mit dem österreichischen Schauspieler Hubert Spiess in eingetragener Partnerschaft.

## Produktionen
Im Jahr 1996 begann Vock mit der Produktion von Komödien und Musicals. Zunächst in Co-Produktion mit Jörg Schneider, darauf in Eigenproduktion, zusammen mit Partner Hubert Spiess.
Die Produktionen wurden in Mundart aufgeführt. Die meisten Dialektfassungen der Stücke stammen von Erich Vock selbst, aber auch Jörg Schneider und Charles Lewinsky waren für Mundartfassungen zuständig.
Vock übernahm in den meisten Stücken nicht nur die Regie, sondern spielte selber mit. Die meisten Produktionen wurden im Bernhard-Theater in Zürich aufgeführt.
Domenico Blass und Michi Rüegg schrieben für Vock zwei Kabarett-Soloprogramme. Einige produzierte Stücke stammen vom englischen Komödienautor Ray Cooney resp. von dessen Sohn Michael Cooney. Von Lewis Easterman, einem Pseudonym von Charles Lewinsky und Siegfried Ostermeier, wurden drei Stücke aufgeführt.
Die erfolgreichste Produktion von Erich Vock war Die Kleine Niederdorfoper. Das 1951 uraufgeführte Musical wurde zunächst durch die Darstellung von Ruedi Walter als Bauer Heiri aus Hausen am Albis bekannt und bis 1989 in Zürich gespielt. Zwanzig Jahre später wurde die Niederdorfoper wieder ins Programm aufgenommen. Die Rolle des Bauern wurde zur Paraderolle von Vock.
- 1996: Bongo Bongo
Musical von Hans Gmür mit Musik von Alex Eugster und Carlo Brunner
- 1997: Rente gut – Alles gut (Cash on Delivery)
Komödie von Michael Cooney
- 1998: Alles uf Chrankeschii (It runs in the Family)
Komödie von Ray Cooney
- 1999: Bliib uf em Teppich (Monsieur Amédée)
Komödie von Alain Reynaud-Fourton
- 2000/2001: Gäld wie Heu (Funny Money)  
Komödie von Ray Cooney
- 2002: Diskretion isch Ehresach
Komödie von Lewis Easterman
- 2003: Vock yourself – Unkenrufe vom anderen Ufer
Kabarett-Soloprogramm, von Domenico Blass und Michi Rüegg
- 2004: Alles erfunde! 
Schwank von Lewis Easterman
- 2005: Kille, kille (Beyond a joke)
Komödie von Derek Benfield
- 2006: Baby Baby Balla Balla! (Tom, Dick und Harry)
Komödie von Ray Cooney und Michael Cooney
- 2007: Vocklore, der Reiz der Schweiz
Kabarett-Soloprogramm, von Domenico Blass und Michi Rüegg
- 2008: Zwei für eis (Two into one)
Komödie von Ray Cooney
- 2009/2010: Die Kleine Niederdorfoper
Musikalisches Lustspiel von Walter Lesch, Neufassung von Max Rüeger und Werner Wollenberger, Musik von Paul Burkhard
- 2009/2010: Der Wunschpunsch
Musikalisches Zaubermärchen von Michael Ende
- 2010: Huusfründe
Komödie von Lewis Easterman
- 2011: Die Kleine Niederdorfoper
- 2012: La cage aux folles
Musical von Harvey Fierstein und Jerry Hermann
- 2013: Emil und die Detektive
Nach dem Kinderbuch von Erich Kästner
- 2013/2014: Die Kleine Niederdorfoper
- 2014: Traumhochzeit (Perfect Wedding)
Komödie von Robin Hawdon
- 2014/2015: Alles uf Chrankeschii (It runs in the Family)
Komödie von Ray Cooney
- 2015/2016: Die Zauberorgel
Märchenmusical von Jörg Schneider
- 2015/2016: Stägeli uf – Stägeli ab
Ein alpenländisch-musikalisches Lustspiel mit den schönsten Melodien von Artur Beul
- 2017: Ausser Kontrolle (Out of order)
Komödie von Ray Cooney
- 2017/2018: Jim Knopf und Lukas der Lokomotivführer
Kindermusical von Jörg Schneider und Emil Moser nach dem gleichnamigen Kinderbuch von Michael Ende.
- 2017/2018: Der Schwarze Hecht
Musikalisches Lustspiel in drei Akten nach einer Komödie von Emil Sautter und Jürg Amstein
- 2018: 8 Frauen (Huit femmes)
Kriminalkomödie von Robert Thomas
- 2019/2020: Der Wunschpunsch
Musikalisches Zaubermärchen von Michael Ende
- 2019/2020: Die Kleine Niederdorfoper
- 2022: Floh im Ohr (La Puce à l'oreille)
Schwank von Georges Feydeau
- 2022/2023: Vollkoffer (Funny Money)
Komödie von Ray Cooney
- 2023: Stägeli uf – Stägeli ab
Ein alpenländisch-musikalisches Lustspiel mit den schönsten Melodien von Artur Beul
- 2023/2024: Ein Käfig voller Narren (La cage aux folles)
Komödie von Jean Poiret
- 2024/2025: Die Kleine Niederdorfoper